# 平陽郡
平陽郡（へいよう-ぐん）は、中国にかつて存在した郡。三国時代から唐代にかけて、現在の山西省南西部に設置された。

## 概要
247年（正始8年）、魏により河東郡の汾北10県を分割して平陽郡が立てられた。平陽郡は司州に属した。
晋のとき、平陽郡は平陽・楊・端氏・永安・蒲子・狐讘・襄陵・絳邑・濩沢・臨汾・北屈・皮氏の12県を管轄した。
443年（太平真君4年）、北魏により東雍州が置かれると、平陽郡は廃止された。494年（太和18年）、東雍州が廃止されると、再び平陽郡が置かれた。孝昌年間に唐州が置かれると、平陽郡は唐州に属した。528年（建義元年）、唐州は晋州と改称されると、平陽郡は晋州に属した。北魏の平陽郡は禽昌・平陽・襄陵・臨汾・泰平の5県を管轄した。
582年（開皇2年）、平陽郡は平河郡と改称された。583年（開皇3年）、隋が郡制を廃すると、平河郡は廃止されて、晋州に編入された。607年（大業3年）に州が廃止されて郡が置かれると、晋州は臨汾郡と改称された。618年（義寧2年）、臨汾郡が平陽郡と改称された。隋末の平陽郡は臨汾・襄陵・岳陽・冀氏・楊の5県を管轄した。
618年（武徳元年）、唐により平陽郡は晋州と改められた。742年（天宝元年）、晋州は平陽郡と改称された。758年（乾元元年）、平陽郡は晋州と改称され、平陽郡の呼称は姿を消した。